# Fábio Aurélio
Fábio Aurélio Rodrigues (São Carlos, 24 de setembro de 1979) é um ex-futebolista brasileiro que atuava como lateral-esquerdo ou meio-campista.

## Carreira

### Início
A trajetória de Fábio iniciou-se aos oito anos nas escolinhas da prefeitura de São Carlos, município onde nasceu. Com 10 anos, Fábio foi convidado por um amigo para entrar no São Carlos Clube, onde entrou. Disputando a final de um torneio regional pelo SCC contra o Rio Branco de Americana em 1994, sagrou-se campeão por 2 a 1 e o treinador do Rio Branco acabou convidar Fábio e mais alguns companheiros de time para um mês de avaliações no clube, tendo sido aprovado.
Fábio voltou à São Carlos para ir buscar a liberação para ir para o Rio Branco, mas antes de ir, decidiu contar a notícia ao seu padrinho, que ficou feliz e pediu-lhe para esperar antes de embarcar para o clube de Americana. O padrinho de Fábio tinha amigos no São Paulo, tendo então conseguido um teste para ele no tricolor. Os testes foram dois jogos em Vinhedo, tendo Fábio jogado o primeiro jogo na sexta-feira e atuado no primeiro tempo, e o segundo no atuando a partida toda. Após o fim do jogo, o treinador gostou de atuação de Fábio e disse que o levaria com a delegação para o Morumbi, tendo iniciado sua trajetória no São Paulo aos 14 anos.

### São Paulo
Fábio iniciou sua carreira no São Paulo, quando tinha apenas dezessete anos. Durante seus três anos no clube, teve participações importantes, principalmente, na conquista dos títulos paulistas de 1998 e 2000.

### Valencia
Com suas boas participações com a camisa são-paulina, acabou despertando interesse dos grandes clubes europeus, tando acabou se transferindo para o espanhol Valencia, assinando um contrato de seis temporadas.
Viveu ótimos momentos em sua passagem no Valencia, tendo conseguido chegar em sua primeira temporada à uma final de Liga dos Campeões da UEFA, mas não participando da final contra o Bayern de Munique. Na temporada seguinte, conquistou seu primeiro título nacional, La Liga, quebrando um jejum de trinta e um anos do clube. Porém, durante a temporada 2003–04, viveu um dos seus piores períodos como jogador, quando quebrou a perna, ficando de fora durante quase toda temporada.

### Liverpool
Após o término do contrato com o Valencia, acabou assinando com o Liverpool, sendo uma indicação do treinador na época, Rafa Benítez, que trabalhou com Fábio em sua passagem pelo Valencia. Com um ótimo início, tendo participado da conquista da Supercopa da Inglaterra logo em sua primeira partida oficial com os Reds, acabou amargando mais um campeonato da Liga dos Campeões da UEFA em sua temporada de estreia.
Suas temporadas seguintes foram de altos e baixos, principalmente, por suas seguidas lesões. Não podendo contar sempre com o jogador durante a temporada inteira, o Liverpool acabou oferecendo uma renovação de contrato para Fábio, onde ele ganharia seu salário conforme seu desempenho e partidas que disputasse na temporada, mas sendo recusado pelo mesmo. Logo, em 25 de maio de 2010 foi confirmada sua saída da equipe. Porém, foi recontratado em 31 de julho, após ser procurado pelo novo treinador Roy Hodgson para retornar ao clube.

### Grêmio
No dia 24 de maio, o Grêmio anunciou a contratação de Fábio a pedido do técnico Vanderlei Luxemburgo, que já havia trabalhado com o jogador na Seleção Brasileira. Fábio Aurélio assinou contrato até 31 de dezembro de 2013. Porém, antes mesmo de estrear Fábio Aurélio rompeu o ligamento cruzado anterior do joelho direito em um recreativo e ficaria seis meses sem jogar. Estreou contra o Cerâmica, na vitoria por um a zero, no dia 6 de abril de 2013. Jogou os noventa minutos, impressionando a todos. Ainda cobrou uma falta que bateu na trave, quase ampliando o placar.
Em dezembro de 2013, após uma passagem frustrante pelo Tricolor Gaúcho, deixou o clube ao término do contrato.

### Aposentadoria
Se aposentou ao fim da temporada de 2013.

## Seleção Brasileira
Fábio esteve presente com as seleções de bases em inúmeros campeonatos, destacando-se o Campeonato Mundial Sub-20 de 1999, onde disputou a maioria das partidas, tendo marcado um gol contra Zâmbia, ainda na fase de grupos. Também esteve presente na campanha nos Jogos Olímpicos de 2000, onde a Seleção Brasileira era a grande favorita a conquistar seu primeiro ouro na modalidade, mas tendo sido eliminada nas quartas de final para os Camarões.

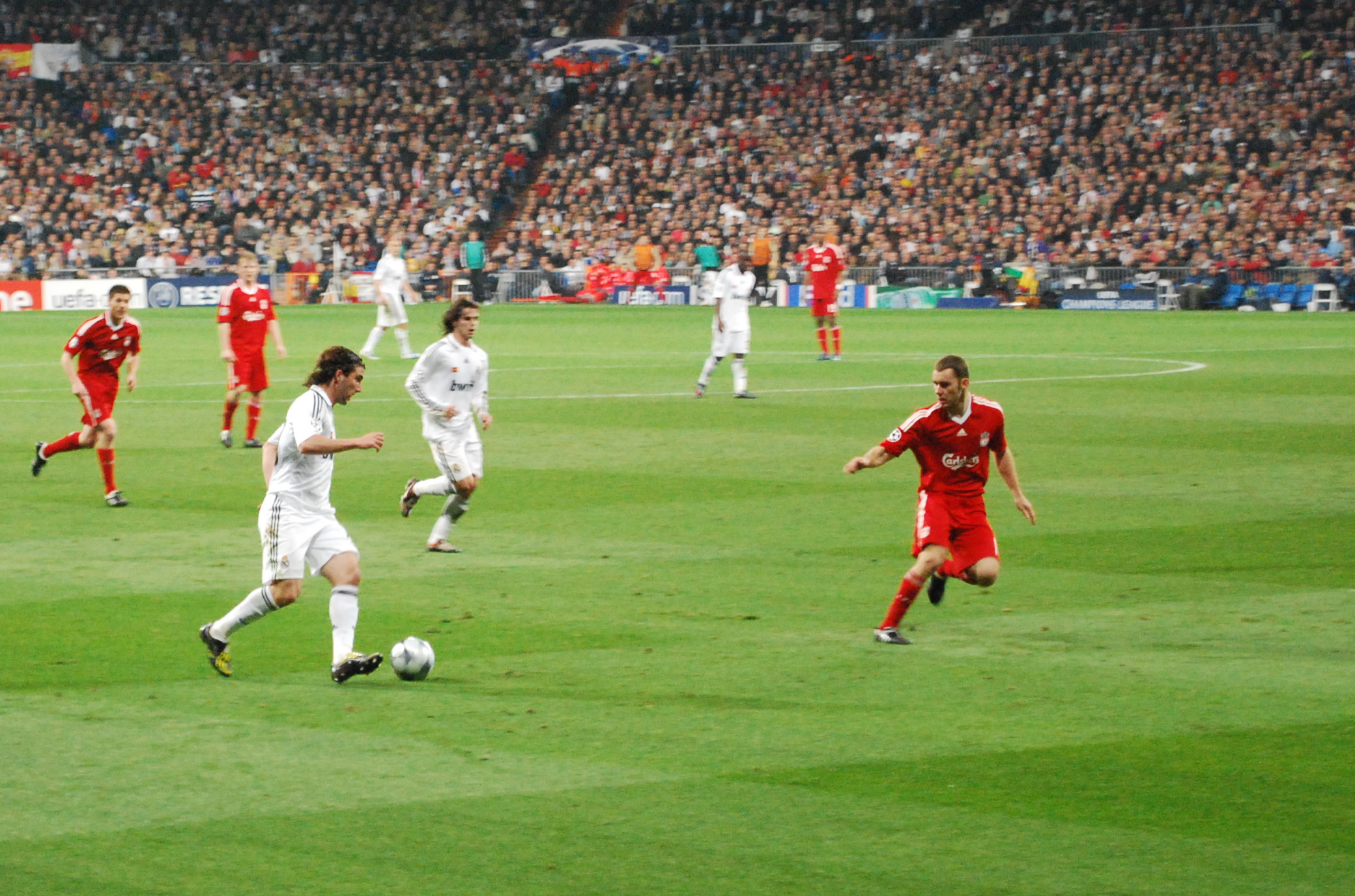
Fabio Aurélio atuando pelo Liverpool em um jogo contra o Real Madrid.

Recebeu sua primeira oportunidade para defender a seleção principal em outubro de 2009, quando recebeu uma convocação para as partidas contra a Inglaterra e Omã, mas devido a uma lesão, acabou ficando de fora das partidas, nem mesmo tendo viajado com o grupo, perdendo uma possível convocação para a Copa do Mundo de 2010, devido a grande carência na posição de Fábio.

## Títulos
São Paulo
- Campeonato Paulista: 1998, 2000

Valencia
- Campeonato Espanhol: 2001–02, 2003–04
- Copa da UEFA: 2003–04
- Supercopa da UEFA: 2004

Liverpool
- Supercopa da Inglaterra: 2006
- Copa da Liga Inglesa: 2011–12